# Каменка (приток Луги)
Каменка — река в России, протекает по Лужскому району Ленинградской области. Устье реки находится в 177,5 км от устья Луги по левому берегу, севернее деревни Островёнка; исток — западнее деревни Пустынь. Длина реки — 10 км.

## Данные водного реестра
По данным государственного водного реестра России относится к Балтийскому бассейновому округу, водохозяйственный участок реки — Луга от в/п Толмачево до устья.
Код объекта в государственном водном реестре — 01030000612102000026053.